# Józef Phạm Trọng Tả
Św. Józef Phạm Trọng Tả (wiet. Giuse Phạm Trọng Tả) (ur. ok. 1800 r. w Quần Cống, prowincja Nam Định w Wietnamie – zm. 11 marca 1859 r. w Nam Định w Wietnamie) – tercjarz dominikański, święty Kościoła katolickiego, męczennik.
Jego ojcem był Dominik Phạm Tang, a kuzynem Dominik Phạm Trọng Khảm. Józef Phạm Trọng Tả był żołnierzem, ojcem rodziny i miał znaczącą pozycję jako podprefekt okręgu. Ponadto był członkiem Bractwa Różańcowego. Oskarżono go o dawanie schronienia europejskim misjonarzom. Został aresztowany i przetransportowany do więzienia w Nam Định. Ponieważ odmówił podeptania krzyża, został skazany na śmierć 13 stycznia 1859 r. Stracono go przez uduszenie 11 marca 1859 r.
Dzień wspomnienia: 24 listopada w grupie 117 męczenników wietnamskich.
Beatyfikowany 29 kwietnia 1951 r. przez Piusa XII. Kanonizowany przez Jana Pawła II 19 czerwca 1988 r. w grupie 117 męczenników wietnamskich.